# Antranilato 3-monoossigenasi (deammina)
La antranilato 3-monoossigenasi (deammina) è un enzima appartenente alla classe delle ossidoreduttasi, che catalizza la seguente reazione:
antranilato + NADPH + H+ + O2 ⇄ 2,3-diidrossibenzoato + NADP+ + NH3
L'enzima di Aspergillus niger è una ferro proteina; invece quello del lievito Trichosporon cutaneum è una flavoproteina (FAD).